# ترنه
 تـِرنـُه ، اسم لِفَلجَ تاريخي في البادية الجنوبية لضيعة كوخرد في منطقة باغ زرد الزراعية التابعة لناحية كوخرد ( بالفارسية: بخش كوخرد ) من توابع مدينة بستك في محافظة هرمزگان في جنوب إيران.  تـِرنـُه  تلك الأفلاج الضخمة من الابـداعات الفريـدة لأهالي هذه الضيعة في ذلك الوقت واتخاذهم الأساليب المعماريـة الخاصة، حيث قامـوا ببناء وتشييد ما يعرف بـتـِرنـُه الـذي أمكنهم من تـوصيل ونقل مياه الأفـلاج العـذبـة إلى الضفة الثانيـة للنهر حيث مـزارع النخيل، وسقايت مـزارعهم من هـذا الماء العـذب.
وفضلاً عن الأراضي الكائـنة في جنوب القرية، قـد بلغ الـرونـق الزراعي إلى حد زراعة المحاصيل الـزراعية في الجانب الآخر من نهر مهران ذو المياه المالحة.
و  تـِرنـُه  من أشهر الفتحات الأفلاج في كوخرد التي صنعوها الأقدمون من قوم (سيبأ)، حيث كانوا يقطنون في تلك البقعة البعيدة، وكوخرد ضيعة قديمة جداً يرجع تاريخها إلى خمسة آلاف سنة قبل الإسلام ويقال أن السبئيون هم الذين قاموا ببناء هذه البلدة، وكانت تدعى ( سيبه أو سيبا ). لقد قاموا ببناء  تـِرنـُه  من الحجر والصاروج في نهر مهران، وحيث شكل وطـراز بنـائـها المعماري التـقليـدي يــدلان على قـدم هـذه الـديـار. وكانوا يمررون المياه العذبة بواسطة هذه الأفلاج من تحت المياه المالحة إلى الضفة الثانية للنهر، لري بساتينهم ومزارعهم في سهل مدي آباد وبيك أحمد وبشكروا، قيل أن عمر هذه الأفلاج ما يقارب خمسة آلاف سنة، وبقايا آثارعا باقية حتى الآن، أما المزارع والبساتين فلا أثر لهما، لقد أندثرت معالمها تماماً.

## الوصف
الفلج غير الفلق، فالفلق قسمة الشيء وفصله، والفلج شق الشيء دون فصل، وهي لفظة ذات جذور سامية قديمة تعني “تقسيم”. وهي نظام وقانون لتقسيم وتوزيع المياه بين حافريه وأصحابه بما يؤمن حق كل واحد منهم، والفلج وجمعها أفلاج مصطلح شامل لنظام ري قديم متبع في الكثير من الأماكن في العالم، ويكثر في منطقة الجزيرة العربية، وعمان والإمارات بشكل خاص، ويعتبر الفلج من الأنظمة الفريدة للحصول على المياه من باطن الأرض عبر آبار عديدة يربط بينها قنوات أرضية تصل في آخرها إلى سطح الأرض. والأفلاج نظام فريد للحصول على الماء الجوفي، والفلج عبارة عن نفق اصطناعي من عمل الإنسان، ويمتد أفقياً في الطبقات الصخرية الحاملة للماء الباطني، ويكون امتداد بميل خفيف يساعد على أنحدار الماء فيه، وفيه تتجمع المياه الباطنية بطرق التسرب ثم تنحدر نحو نهايته حيث توجد الأراضي الزراعية التي يراد ريها، وأكثر الظروف ملائمة لحفر الفلج الذي يسمونه في كوخرد (تــرنـه) أو (قنات)، هي أن تكون المنطقة المراد ريها قريبة من قاعدة جبل من الجبال، وتكون الجبال في هذه الحالة هي المورد الذي يستمد منه الفلج المياه التي تنحدر اليه، إذ المعروف أن الجبال بحكم ارتفاعها تتلقى مقادير من الأمطار أكثر مما تتلقاه الأراضي المنخفظة المجاورة وبأنحدار المياه على المنحدرات الجبلية يسيل بعضها ويتسرب البعض الآخر في الطبقات الصخرية التي تحف بقاعدة الجبال، ومن هذه المياه التي تتسرب في الطبقات يستمد الفلج مياهه.
ويمكن وصف الأفلاج، ومفردها فلج بأنها قنوات من صنع النسان تجلب المياه من منبعها إلى مناطق الفلاحة والواحات.

## جسامة النظام والشكل الجمالي الهندسي
لايمكن معرفة جسامة النظام الذي يمتزج بالشكل الجمالي والهندسة المعمارية الرائعة، الا بأتباع مسار الأفلاج التي تبدوا ومأنها صنعت بيد ساحر والتي تمر من جانب الجبل ثم تتدفق نحو القنوات وكثيراً من الأحيان لعدة اميال عبر الصحراء القاحلة إلى أن تصل إلى واحات النخيل وبساتين الحمضيات لواحة نائية.
ولسحب الماء من أعماق الجبال قرر البناؤون اولاً اختيار المكان الأفضل لحفر ما يسمى (البئر الأم) وذلك من خلال مسح الأرض بين المصدر والمنطقة المراد ريها، وكانت هذه  (البئر الأم)  أول وأعمق مجموعة من الآبار التي يتم حفرها، وتم تصميم هذه الآبار التي تحفر بصورة متوازية لبعضها البعض على مراحل منتظمة في الجبال بطريقة يمكن من خلال حفر نفق في خط مستقيم يربط قاع كل بئر وذلك لكي يمكن جذب الماء من المستودع الجوفي إلى سطح الجبل وهي مسافة طويلة تبلغ أحياناً عدة أميال.
والفكرة العامة هي أن يتجمع بالفلج الماء العذب من الطبقات الحاملة للماء التي تحف بقاعدة الجبال، ثم ينحدر هذا الماء مع أنحدار مجرى الفلج إلى أن يظهر على سطح الأرض فتروى الآرض ويتزود به السكان. 
ويتوقف طول الآنفاق الباطنية على المسافة التي يراد حمل الماء الباطني إليها وهي عادة تبلغ بضع كيلومترات، وقد يكون بعضها من القصر بحيث لايزيد على بضع مئات من الآمطار، وقد تكون من الطول بحيث يزيد إلى عدة كيلومترات، وهذا يتوقف على عدة ظروف منها العمق الذي يهبط اليه مستوى الماء الباطني، ومنها وفرة المياه الباطنية الموجودة، وأخيراً درجة انحدار الآرض.

## اتساع الآنفاق
يبلغ اتساع الآنفاق عادة نحو قدمين أو أربعة أقدام، أما ارتفاعها فيتراوح بين 3 أقدام وسبعة أقدام، والظاهرة السطحية التي يستدل منها على وجود فلج في منطقة ما، هي خط من تلال مخروطية الشكل من الحصى والمواد المفتتة ترى إلى جانب الفتحات الرأسية التي تمتد من سطح الآرض وتصل إلى النفق السفلى للفلج، وهذه الفتحات هي التي يخرج منها العمال مواد الحفر وهي التي ينزل منها العمال كلما دعت الحاجة إلى تطهير مجرى النفق وازالة الرواسب منه، ثم أنها تساعد على تهوية النفق الذي يجري فيه الماء، وتبلغ السافة بين الفتحة والآخرى عادة بين 20 متراً و 80 متراً وهذا يتوقف على مدى انحدار الآرض ونوع المواد التي يصادفها الحفارون والعادة أن تحفر الحفر الرأسية قبل أن يحفر النفق السفلي ومن العجيب أن الطريقة البدائية التي يستخدمها الحفارون في تحديد أعماق الحفر جميعاً تأتي بنتائج غاية في الدقة، والعقبات التي تصادف الحفارين تنحصر عادة في الصخور الصلبة التي لابد من اختراقها والتكوينات اللينة التي لابد من تبطينها حتى ى تهدل الجوانب وتسد النفق، ومهمة الجزء الأعلى من النفق هي تجميع المياه من الطبقة الحاملة لها عن طريق التسرب، أما الجزء الآسفل من النفق فنهنته توصيل الماء المتجمع إلى القرية أو الآرض التي يراد ريها.

## عملية صيانة الآبار
حالما يتم بناء الآفلاج تسمح الآبار لأى عمليات صيانة للنظام وعملية التنظيف والتصليح مهمة شاقة يقوم بها السكان المحليون بأنتظام، لأنه إذا تمت المحافظة على الأفلاج بشكل جيد فيسمح ذلك بتدفق منتظم لمياه نقية طوال العام.
وكان يتم توزيع المياه حسب النظام المعقد لأولويات الأستعمال وملكية الآراضي، الأولوية الأولى كانت للأستعمال المنزلي والتقليدي للمياه، ولهذا السبب تم بناء المناطق السكنية لمعظم الواحات في أعلى تيار الأرض الزراعية وفي رأس القناة أي قبل أن تستعمل المياه أي شي آخر.
توجد فتحة يستطيع جميع سحب ماء الشرب منها، وحسب الترتيب التنازلي تأتي مياه الأستحمام للرجال (وعادة ماتكون بالقرب من المسجد)، أما حمام النساء فهو بيت الغسيل، ومكان مخصص لغسل الرأس، وبعد ذلك تقسم المياه عادة إلى قنوات أصغر تمر من خلالها المياه إلى أجزاء مختلفة من الواحات نفسها الأستعمال في الري.

## أسلوب إدارة الأفلاج
يفاوت أسلوب إدارة أفلاج الماء من واحة لأخرى، ولكن المزارعين يملكون أو يرثون عامة أسهم المياه التي تعادل تقريباً مساحة الأرض التي يملكونها وحسب السهم يحق للمزارع كمية معينة من الماء كل يوم والتي يتم تقويمها وفق حركة دائرية أي طول المدة التي يستطيع خلالها تحويل الماء من القناة إلى حدائقة وأحراش النخيل والبساتين.
ويحق للمزارع الذي يحتاج لكمية حصة ماء دائمة أن يشتري أسهماً من وكيل مسؤول عن إدارة توزيع الماء نيابة عن حملة الأسهم الرئيسيين ويقوم القضاء الدينيون المحليون بتسوية النزاعات التي قد تنشأ بين الأفراد.
وتساعد الموارد المائية المحدودة والنظام الدقيق لتوزيع الماء الذي تفرضه ندرتها، على التشجيع على التماسك الأجتماعي والتضامن داخل كل واحة، فقد فرض نظام الأفلاج المشترك نوعاً من التعاون بين الخصوم، ونظراً للأهمية الحيوية للقنوات فكثيراً ما كانت القلاع المميزة تبنى على جانبي القناة، وحتى اليوم لايزال السكان المحليون يشيرون إلى أبراج المراقبة التي هي سمة التلال المحيطة بالواحات ومنابعها، وعند ما تصدع التوازن القبلي في المنطقة ونشب الخصومات تعرضت الأفلاج للتدمير واستغرق إعادة بنائها وعودة الحياة الطبيعية إلى الواحات عقود من السلام، ويعتقد أن كثيراً من الأفلاج قد دمرت في النزاعات الأهلية، ولم يتم إعادة بنائها أبداً، وفي الواقع يبدوا أن كثيراً من القبائل فقدت كلية فن بناء الأفلاج في وقتنا هذا.

## موقع تــرنــه على خارطة غوغل ماب
- موقع تــرنــه على: Google Maps

## وصلات خارجية

منظر بانورامي لقنوات أفلاج كوخرد المسمى بـ(قنات باراو كوخرد)..

- سدشمو
- سد جابر
- سد جاويد
- سد بست كز
- باغ زرد
- التقسيمات الادارية لمحافظة هرمزگان